# Japonská rudá armáda
Japonská rudá armáda (japonsky 日本赤軍, Nihon Sekigun) byla militantní japonská skupina, vzniklá v roce 1969 sloučením dvou ultralevicových frakcí pod názvem Spojená rudá armáda, z nichž se později vydělila. Během 70. let provedla Japonská rudá armáda pod vedením Šigenobu Fusako řadu teroristických útoků, včetně únosů letadel (lety společnosti Japanese Air Lines), vražd civilistů, obsazení ambasád a zadržování rukojmí. Nejkrvavějším útokem byl masakr na letišti Lod v Izraeli, kdy tři členové skupiny pod vedením Okamoto Kózóa, naverbovaní Lidovou frontou pro osvobození Palestiny, zavraždili 26 civilistů a dalších téměř 80 zranili.
Vždy šlo o malou skupinu, která měla na svém vrcholu mezi 30 a 40 členy. Ačkoli později již v menším rozsahu, Japonská rudá armáda se do teroristických aktivit zapojovala až do 90. let.